# 北海道道647号兵安上顿别停车场线
北海道道647号兵安上顿别停车场线（日语：北海道道647号兵安上頓別停車場線）是一条位于北海道中顿别町内的普通道级道路（北海道道）。

## 道路概况
- 起点：北海道枝幸郡中頓別町兵安（＝北海道道120号美深中顿别线交点）
- 終点：北海道枝幸郡中頓別町上頓別（＝旧JR天北线 上顿别站）
- 总長：8.4千米
- 共线区间：中頓別町上頓別（国道275号）

## 经过的自治体
- 宗谷综合振兴局
  - 枝幸郡中頓別町

## 主要连接道路
- 中頓別町
  - 北海道道120号美深中顿别线
  - 国道275号

## 历史
- 1969年6月18日 路線勘定。